# Тумаркин, Давид Григорьевич
Давид Григорьевич Тумаркин (1897, Рига — не ранее 1935) — русский и советский журналист, революционер, редактор газет «Красный стрелок» (1919—?), «Советская Сибирь» (1921—1925), «Уральский рабочий» и «Труд» (1930—1935).

## Биография
Родился в 1897 году в Риге. С 1910 года во время учёбы в Рижской городской торговой школе начал проявлять интерес к революционным идеям.
С 1912 года состоял в организации «Бунд», занимался социал-демократической пропагандой в подпольных ученических кружках. Через два
года был арестован и месяц находился в заключении. Переехав в начале 1915 года в Самару, сотрудничал с социал-демократическим подпольем, работал в газете трудящихся «Наш голос» и профсоюзе приказчиков.
Под полицейским преследованием покинул в начале 1916 года Самару и с поддельным паспортом устроился в профсоюз приказчиков и конторщиков в Ростове-на-Дону, параллельно участвовал в нелегальной работе кружков «Бунда».
С наступлением Февральской революции призван в армию, избран в члены комитета полка и командирован в Иркутскую школу прапорщиков, из которой выпустился в ноябре 1917 года; в этом учреждении сформировал социал-демократическую ячейку. Был одним из членов Иркутского комитета «Бунда», трудился по партийной линии.
С 1918 года работал в Казани: входил в редакторский коллектив газеты большевиков «Знамя революции», был адъютантом в Совете комиссаров по управлению Казанским военным корпусом, находился на посту заместителя управляющего делами комиссариата по делам пленных и беженцев, состоял в Казанском совете депутатов и губернском комитете «Бунда».
После захвата Казани чехословацким корпусом арестован и затем освобождён, однако позднее снова задержан как участник «совдеповского» подполья и взят белогвардейцами с собой при их отступлении, но в октябре 1918 года сумел организовать побег, после чего укрывался в Уфе.
В феврале 1919 года пополнил ряды добровольцев прибывшей Красной армии. В апреле 1919 года принят в РКП(б), предварительно порвав связь с «Бундом». В армии занимался агитаторской деятельностью, читал лекции, заведовал партшколой. Летом 1919 года назначен главным редактором газеты «Красный стрелок», с которой в марте 1920 года добрался до Иркутска.
В 1920 году был делегатом от армии на IX съезде РКП(б). С мая 1920 по март 1921 года по распоряжению Сибревкома находился на угольных копях в Анжеро-Судженске, заведовал агитотделом, занимал должности редактора газеты «Коммуна» и секретаря райкома партии.
С мая 1921 года работал заместителем заведующего агитпропотдела Сиббюро ЦК РКП(б) и его заведующим, руководил Сибирской партийной школой
при Сиббюро. В этом же месяце стал главным редактором «Советской Сибири», для которой написал большое число заметок и статей; находился на этой должности до сентября 1925 года.
С 1922 по 1923 год входил в состав редколлегий журналов «Красная сибирячка» и «Сибирские огни» (также соорганизатор последнего). В сентябре 1923 — октябре 1924 — член правления Сибгосиздата.
В 1925 году зачислен в Коммунистический институт журналистики. После его окончия утверждён главным редактором «Уральского рабочего», а в 1930 — московского «Труда» (снят с редакторской должности этой газеты в мае 1935 года). Дальнейший период жизни неизвестен.